# 希伯尼亞 (印地安納州克拉克縣)
希伯尼亞（英語：Hibernia）是位於美國印地安納州克拉克縣的一個非建制地區。該地的面積和人口皆未知。

## 地理
希伯尼亞的座標為38°30′07″N 85°31′32″W / 38.50194°N 85.52556°W，而該地的平均海拔高度為220米（即722英尺）。